# Jadar (région)
Pour les articles homonymes, voir Jadar.

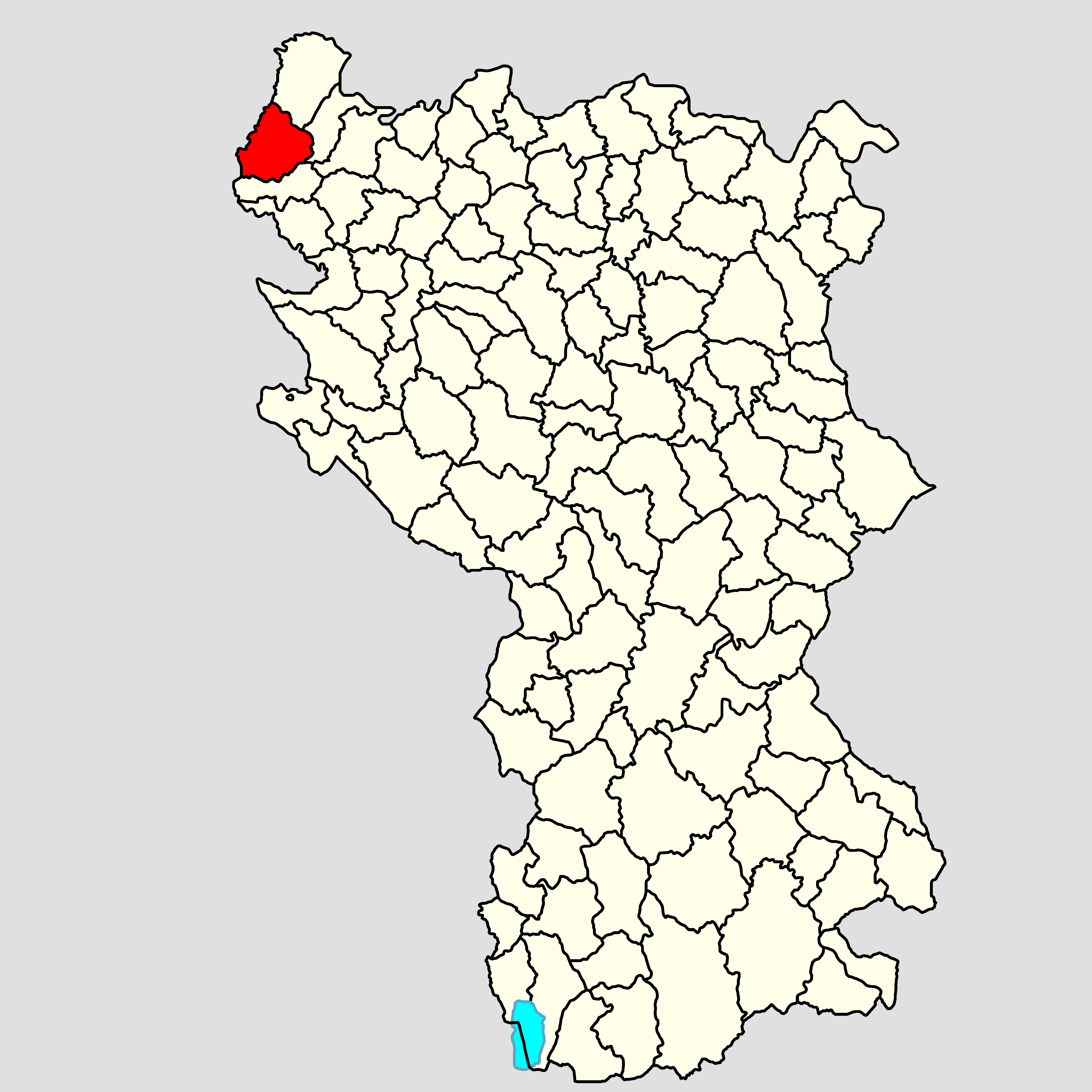
carte de la serbie mettant en évidence la région de Jadar

Le Jadar (en serbe cyrillique : Јадар) est une région située à l'ouest de la Serbie, le long de la frontière avec la Bosnie-Herzégovine. Elle doit son nom à la rivière Jadar qui la traverse.

## Géographie
La région du Jadar commence à la hauteur de la ville d'Osečina. Elle est divisée en deux sous ensembles : le Haut Jadar, autour d'Osečina, qui constitue une sous-région de la Rađevina et le Bas Jadarwhich qui appartient à l'ensemble plus vaste du Podrinje serbe. Le centre du Bas Jadar est la ville de Loznica.
La région est située dans la vallée du Jadar et elle est entourée par les monts Vlašić, Cer, Gučevo et Sokolska planina. Le Bas Jadar, qui s'étend à basse altitude, est une zone agricole, tandis que le Haut Jadar, plus montagneux, était réputé pour les mines d'antimoine de Zavlaka et de Bela Crkva.

## Histoire
En août 1914, la rivière Jadar fut le théâtre d'une importante bataille entre les armées de l'empire d'Autriche-Hongrie et du royaume de Serbie. Cette bataille, connue sous le nom de bataille du mont Cer, fut une victoire serbe et elle est considérée comme la première victoire des Alliés au cours de la Première Guerre mondiale[réf. nécessaire]. À cette occasion fut écrite une célèbre chanson patriotique, la Marche sur la Drina (Marš na Drinu), une œuvre du compositeur serbe Stanislav Binički.

## Jadarite
En 2007, la compagnie minière Rio Tinto a trouvé près du Jadar un minerai de la famille des silicates ; il a été nommé jadarite. En cherchant sur Internet les composants du minerai, Chris Stanley, minéralogiste au Muséum d'histoire naturelle de Londres, a été dirigé vers le site du film Superman Returns (2006) car, hormis le fluor, la kryptonite, minéral imaginaire qui priverait Superman de ses pouvoirs, contient les mêmes constituants que la jadarite.